# Hello Kitty (traficante)
Rayane Nazareth Cardozo da Silveira (Niterói, 25 de dezembro de 1999 – São Gonçalo, 16 de julho de 2021), mais conhecida como Hello Kitty ou Dama do Comando Vermelho, foi uma criminosa e cantora gospel brasileira. Atuou como segurança do crime na facção Amigos dos Amigos, mudando para o Comando Vermelho quando virou braço direito de Alessandro Luiz Viera Moura, o "Vinte Anos". Morreu em uma operação da Polícia Militar, denunciada pelo Ministério Público como uma operação falsa com intuito de executá-la.

## Biografia
Rayane nasceu em 25 de dezembro de 1999, sendo criada no Morro da Ilha da Conceição, Niterói, no Rio de Janeiro. Ela frequentava bailes funk e, acordo com a polícia, entrou em contato com o crime muito nova.
Em novembro de 2015, tentou sair da vida do crime ao frequentar uma igreja evangélica. Lá, virou uma cantora gospel. Alguns meses depois, ela voltou para o crime e virou mãe em 2016. Na época, ela atuou como segurança do crime e cometeu diversos crimes no bairro de Fonseca com um namorado que foi eventualmente morto em Minas Gerais, de acordo com a polícia. Após sua morte, ela mudou-se para o Morro do Sabão, em São Gonçalo, e depois para Nova Grécia, onde viveu com sua família. Até então, ela fazia parte da facção Amigos dos Amigos, mas mudou para o Comando Vermelho quando se encontrou com Alessandro Luiz Viera Moura, o "Vinte Anos", chefe do tráfico no Complexo do Salgueiro. Ambos não eram parentes, mas se tratavam como pai e filha. Hello Kitty se juntou à chamada "Tropa do Vinte Anos" e desde então virou a gerente do tráfico na região. Em 2020, namorou a DJ Isa, porém o término do relacionamento foi conturbado.
Os policiais a classificaram como uma criminosa "perigosa e audaz". Ela foi investigada por três delegacias, sendo presa uma vez por tráfico de drogas, além de sete processos criminais e seis mandados de prisão preventiva em aberto. Em 2018, teve prisão preventiva decretada por assalto a mão armada a um veículo. O veículo foi abandonado na Ilha da Conceição e seu comparsa, Juliano Almeida Gonçalves, foi preso. Em 23 de julho de 2019, a Polícia Civil fez uma operação na Região Metropolitana de São Gonçalo em busca de 12 traficantes, incluindo Hello Kitty e Vinte anos. Nenhum deles foram pegos. Três pessoas foram presas em flagrante e outras três foram detidas para averiguação. Em 2020, ela foi considerada uma das criminosas mais procuradas do estado, com o Portal dos Procurados oferecendo R$ mil por informações suas. Em julho de 2021, ela quis sair novamente do tráfico e pediu ajuda para Tchetcheco Trindade, porém foi impelida a voltar para o crime por medo de ser morta pelos policiais. Uma amiga também mostrou prints do WhatsApp para o portal g1 onde Hello Kitty dizia que queria voltar para a igreja.

## Morte
Em 16 de julho de 2021, Hello Kitty, Vinte Anos, Mikhael Wander Miranda Marins e Victor Silva de Paula Faustino foram mortos baleados durante uma operação do 7º Batalhão da Polícia Militar (PM) no Complexo do Salgueiro. A polícia diz ter sido acionada após os suspeitos terem feito uma família de refém na Estrada de Itaoca e atirado contra os agentes. Todas as vítimas estavam em um carro, que foi baleado 34 vezes. Durante a ação, os veículos blindados da PM fecharam a Avenida Flávio Monteiro de Barros para evitar fugas e contou com apoio do  Batalhão de Operações Especiais (Bope) e do Batalhão de Ações com Cães (BAC). Foram confiscadas duas pistolas e um fuzil, e os mortos foram retirados e transferidos para o Hospital Estadual Alberto Torres. A polícia afirmou que não encontrou as pessoas sequestradas. Sua ex-namorada, DJ Isa, lamentou sua morte. A operação interrompeu a ida ao trabalho dos moradores da comunidade e uma distribuição de cesta básica para mães solteiras. Hello Kitty foi enterrada no cemitério Parque Nichteroy, e seus amigos soltaram fogos de artifício em sua homenagem.
Em 13 de fevereiro de 2023, o Ministério Público do Rio de Janeiro (MP-RJ) acusou Gilmar Tramontini da Silva (tenente-coronel), Thiago Holanda Burgos (1º tenente), Gilsemberg Bittencourt Pessoa (3º sargento), Tiago Ribeiro Brito (cabo), Richard Ramos da Costa (cabo), André Luiz Monteiro (cabo), Anderson França (cabo), Leandro Bastos da Rocha (cabo), Anderson Oliveira Neto (cabo), Alexandre Xavier da Silva (cabo) e Gabriel Cosme Mota de Oliveira (cabo) de terem forjado um sequestro para executar Hello Kitty. Gilmar Tramontini perdeu suas funções de comando por ter sido considerado o mandante de sua morte. Apesar dos 11 indiciados, o MP pediu a retirada de Anderson França e André Luiz Monteiro da lista, pois eles foram postos por um erro e nem ao menos estavam no local no dia do crime. A Corregedoria da PM também abriu um inquérito interno para averiguar o caso.

## Imagem pública
O apelido "Hello Kitty" foi dado pelos criminosos por ela ser meiga e ao mesmo tempo corajosa e ousada como os bandidos mais experientes. Ela tinha diversas tatuagens, sendo a mais conhecida um dragão que ela modificou para uma gueixa. Ela também tinha uma tatuagem em homenagem a Vinte Anos e uma escrita "fé em Deus". Além disso, postava fotos em suas redes sociais ostentando armas de calibre pesado e provocava a polícia.

## Representações na cultura popular
Hello Kitty é citada no funk proibidão "Tropa da Nova Grécia".